# Periptera
Periptera es un género con nueve especies de fanerógamas perteneciente a la familia  Malvaceae.

## Especies
| - Periptera ctenotricha - Periptera grandiflora - Periptera lobelioides - Periptera macrantha - Periptera macrostelis | - Periptera megapotamica - Periptera periptera - Periptera punicea - Periptera trichostemon |

- Datos: Q9058549
- Especies: Periptera (Malvaceae)